# Rotgesichtralle
Die Rotgesichtralle (Rufirallus xenopterus; Syn.: Laterallus xenopterus) ist eine Vogelart aus der Familie der Rallen (Rallidae), die in Brasilien, Bolivien und Paraguay vorkommt. Die Art gilt als monotypisch. Der Bestand wird von der IUCN als gefährdet (Vulnerable) eingeschätzt.

## Merkmale
Die Rotgesichtralle erreicht ein Körpergewicht von 51 bis 53 g bei einer Körperlänge von etwa 14 cm. Es besteht kein Geschlechtsdimorphismus. Der Oberkopf, die Gesichtsseiten bis über die Ohrdecken, der Nacken und die Seite des Halses, sowie der Bereich zwischen Nacken und Schulterfedern sind dunkel rötlich, der Zügel bräunlich grau. Der Rücken und der Bürzel sind braun. Die Oberflügeldecken und die Schulterfedern sind braun. Die Kehle ist cremefarben. Der vordere und seitliche Hals, die Brust und Bereich um die Kloake sind weiß. Die Seiten und Flanken sind weiß mit dicken bräunlich schwarzen Bändern. Die Unterflügeldecken sind weiß mit einigen dunkleren Flecken. Die Achselfedern sind an der Basis braun und an den Spitzen weiß. Der Schnabel ist dunkel, die Spitze des Unterschnabels hell hornfarben. Die Beine sind dunkel braun.

## Fortpflanzung
Über die Brutbiologie der Rotgesichtralle ist praktisch nichts bekannt.

## Verhalten und Ernährung
Wenig ist über die Ernährung der Rotgesichtralle bekannt. Die Exemplare, die in Fallen gefangen wurden, wurden mit Erdnussbutter, Haferflocken, Maisschrot und Bananen als Köder angelockt.

## Lautäußerungen
Der Gesang der Rotgesichtralle ist ein langgezogener, leicht absteigender Triller, der dem der Rothalsralle (Laterallus melanophaius) ähnelt. Er kling aber weniger melodisch und eher trocken und gurrend. Außerdem gibt sie leise piú piú-Rufe von sich.

## Verbreitung und Lebensraum

Verbreitungsgebiet (grün) der Rotgesichtralle

Die Rotgesichtralle bewohnt grobe, büschelige oder verfilzte Graslandschaften auf feuchtem bis flach überflutetem Untergrund in Sümpfen. Beobachtungen berichten von 30 bis 50 Zentimeter hohem Büschelgras oder von feuchtem Boden mit drei bis vier Zentimeter Wasser über dem Boden. Außerdem soll sie in 1,5 bis 2 Meter hohem Gras mit zwei bis drei Zentimeter hohem Wasser beobachtet worden sein. Solche Sümpfe bilden sich oft im Tieflandgebieten in Ostparaguay und den  angrenzenden Gebieten in Brasilien. Einige Habitate teilt sie mit der Weißbrustralle (Rufirallus leucopyrrhus). In Bolivien ist sie bisher nur sehr lokal beobachtet worden.

## Etymologie und Forschungsgeschichte
Die Erstbeschreibung der Rotgesichtralle erfolgte 1934 durch Henry Boardman Conover unter dem wissenschaftlichen Namen Laterallus xenopterus. Als Sammelort für das Typusexemplar gab er Horqueta 40 Kilometer östlich des Río Paraguay an. 1856 führten Charles Lucien Jules Laurent Bonaparte die neue Gattung Rufirallus ein. Dieser Begriff ist ein Wortgebilde aus lateinisch rufus ‚rötlich‘ und vermutlich dem Französischen Rasle, Râle für die Ralle. Der Artname xenopterus ist ein Wortgebilde aus ξενος xenos, deutsch ‚unterschiedlich‘ und -πτερος, πτερον -pteros, pteron, deutsch ‚-geflügelt, Flügel‘. Alfred Laubmann hatte für sein Werk Die Vögel von Paraguay keinen Balg zur Verfügung. Sein einziger Nachweis bezog sich auf die Erstbeschreibung. Zunächst wurde die Rotgesichtralle in die Gattung Laterallus Gray, GR, 1855 gestellt. Aufgrund neuerer wissenschaftlicher Erkenntnisse wird sie heute unter Rufirallus kategorisiert.